# 田用坤
田用坤（16世紀—17世紀），字同乾，南直隸鳳陽府潁州人，明朝政治人物。

## 生平
田用坤是萬曆四十三年（1615年）乙卯科應天鄉試舉人，崇禎元年（1628年）戊辰科進士。授行人司行人，任江西布政使司右參議、分守湖西。當地有退水灘地數千頃，布政使和按察使計劃派糧開闢土地，他恐怕水漲後成為民累，堅持上疏但無回音，年多後以病辭官歸鄉，在家邸旁興建河堤減少水患，人們都感激他。

## 引用
1. 1 2  乾隆《潁州府志·卷八·人物志》：田用坤，字同乾，潁州人，崇禎戊辰進士。授行人，歷官江西右參議分守湖西，有退灘地數千頃，兩臺欲派糧起科，用坤恐水漲後復為民累，力上不報，逾年引疾歸。居邸築潁東□河堤，水患□□，人咸德之。
2. ↑  乾隆《潁州府志·卷七·選舉表》：（萬曆）乙卯（舉人）……田用坤 河南中式，進士